# На тајном задатку
На тајном задатку (енгл. 21 Jump Street) америчка je акциона комедија у режији Фила Лорда, Кристофера Милера и Здењека Трошке у којој главне улоге тумаче Џона Хил и Ченинг Тејтум, који су уједно и извршни продуценти филма. Аутор сценарија је Мајкл Бекол и Марек Калиш, док је на писању филмске приче поред њега учествовао и Џона Хил.
Као адаптација истоимене телевизијске серије из 1987, филм прати двојицу полицајаца који су приморани да се врате у средњу школу када их поставе на тајни задатак чији је циљ сузбијање продаје нових синтетичких дрога и хапшење главног добављача. Филм је премијерно приказан 16. марта 2012. године, од стране продукцијске куће Коламбија пикчерс и Метро-Голдвин-Мајер и доживео је критички и комерцијални успех. Наставак под називом На тајном задатку: Повратак на колеџ у биоскопима се нашао 13. јуна 2014, а најављено је и снимање трећег дела 23 Jump Street.

## Радња филма
Године 2005, одличан ученик Шмит (Џона Хил) и популарни спортиста Грег Јенко (Ченинг Тејтум) пропуштају своју школску матуру. Седам година касније њих двојица се срећу на Полицијској академији и постају чврсти пријатељи и партнери у патроли на бициклу. Они крећу у акцију хапшења Доминга (ДеРеј Дејвис), вође једне мото банде, али су принуђени да га пусте након што му нису прочитали права.
После неуспелог хапшења капетан Диксон (Ајс Кјуб) даје им нове идентитете и шаље их у средњу школу да спрече ширење синтетичке дроге која се зове ХФС. После добијања нових идентитета, Шмит и Јенко су уписани у разреде у које су се лоше уклопили. Шмит добија предност у вези информација о ХФС од другарице Моли (Бри Ларсон) и он и Јенко упознају главног дилера школе Ерика (Дејв Франко). Док су били под дејством дроге, двојац открива колико се школа променила откако су је напустили: Шмит који се представио као интелигентан је популаран у друштву, док је Јенко, спортски тип који је у његово време био увек у центру пажње сада тотално непожељан.
Ерик почиње да се допада Шмиту, који почиње озбиљно да се интересује за Моли, док Јенко постаје пријатељ са студентима у својој класи.
Шмит и Јенко прате Ерика до размене новца са дистрибутерима ХФС, мото банде из парка, и настаје потера на аутопуту.
Шмит и Јенко сазнају да је добављач ХФС-а професор физичког васпитања (Роб Ригл). Он им каже да је направио дрогу случајно и почео да је продаје студентима и да је ухватио Ерика како пуши марихуану, тако да је био у стању да га уцењује да би постао његов дилер.
Дуо успешно успева да разоткрије и прикупи потребне доказе за хапшење Ерика и професора физичког и добијају похвале од својих колега док им капетан Диксон додељује нови задатак.

## Улоге
- Џона Хил као Мортон Шмит/Даг Маквејд
- Ченинг Тејтум као Грег Џенко/Бред Маквејд
- Дејв Франко као Ерик Молсон
- Бри Ларсон као Моли
- Роб Ригл као господин Волтерс
- Диреј Дејвис као Доминго
- Ајс Кјуб као капетан Диксон
- Крис Парнел као господин Гордон
- Ели Кемпер као госпођица Григс
- Џејк Џонсон као директор Дедијер
- Ник Оферман као Харди
- Холи Робинсон Пит као Џуди Хофс
- Џони Симонс као Вилијам Велингем
- Спенсер Болдман као Френк Семјуелс
- Рај Рај као Џи ар Џи ар
- Керолајн Арон као Ени Шмит
- Дакота Џонсон као Фугази
- Џони Деп као Том Хансон (камео)
- Питер Делуис као Даг Пенхол (камео)

## Продукција
У мају 2008. године, Колумбија Пикчрс потврдила је да је филмска адаптација серије у фази развоја. Џона Хил преписао је постојећа скрипта сценаристе Џоа Газама.
Филм је сниман у и око града Метаири, Луизиана (предграђе Њу Орлеанса), иако су филмски ствараоци предузели сложене кораке како би се прикриле локације које могу да се доведу у везу са градом. Они су заменили карактеристичне уличне знакове са знаковима са Хелветика типом слова, дигитално су уклонили билборде.

## Музика
Музику за филм је компоновао Марк Мотерсбауг. У септембру 2014. године, објавила ју је Ла - Ла Ленд Рекорц на дуплом диску, албум је ограничен на 2.000 примерака. Други диск албума садржи нумере из филмова у наставку, 22 Џамп Стрит, састављена од стране Мотерсбауга.
Поред тога, укупно 21 песма је лиценцирана за употребу у филму. Песме које се појављују у филму су:
- "The Real Slim Shady" - Eminem
- "Police and Thieves" - The Clash
- "You Can't Lose" - The Knux
- "Boombox" - Dirt Nasty
- "Caesar" - Ty Segall
- "Helena Beat" - Foster the People
- "So Into You" - Atlanta Rhythm Section
- "Party Rock Anthem" - LMFAO
- "Straight Outta Compton" - N.W.A
- "Get Me Golden" - Terraplane Sun
- "Swell Window" - Zee Avi
- "Lookin' Fly" (feat. Will.i.am) - Murs
- "Rescue Song" - Mr. Little Jeans
- "Graduation (Friends Forever)" - Vitamin C
- "Call the Police" - Ini Kamoze
- "21 Jump Street - Main Theme (From the Motion Picture "21 Jump Street")" - Rye Rye & Esthero
- "21 Jump Street (Main Theme)" - Wallpaper.
- "You Are the Best" - Tim Myers
- "Every Time I See Your Face" - Elon

## Приказивање
Премијера филм одржана је 12. марта 2012. године, у Парамаунт Театру у Остину, Тексас. Филм је приказан у биоскопима 16. марта 2012. године. Добио је позитивне критике, а критичари су посебно похвалили сценарио и перформансе глумачке екипе.

## Награде
| Година | Награда                                           | Категорија                                       | Номинација                                                                    | Резултат | Ref.  |
| ------ | ------------------------------------------------- | ------------------------------------------------ | ----------------------------------------------------------------------------- | -------- | ----- |
| 2012   | БМИ филмске и телевизијске награде                | Филмска музичка награда                          | Марк Мадерсбо                                                                 | Да       | [ 1 ] |
| 2012   | Награда златни трејлер                            | Најбоља претпремијерна рекламна кампања          | На тајном задатку                                                             | Да       | [ 2 ] |
| 2012   | Награда златни трејлер                            | Најбољи комични ТВ спот                          | На тајном задатку                                                             | Да       | [ 2 ] |
| 2012   | МТВ филмска награда                               | Најбољи глумац у комедији                        | Џона Хил                                                                      | Не       | [ 3 ] |
| 2012   | МТВ филмска награда                               | Најбоља глумачка постава                         | На тајном задатку                                                             | Не       | [ 3 ] |
| 2012   | МТВ филмска награда                               | Најбоља трансформација                           | Џони Деп                                                                      | Не       | [ 3 ] |
| 2012   | МТВ филмска награда                               | Најбоља туча                                     | Ченинг Тејтум и Џона Хил                                                      | Не       | [ 3 ] |
| 2012   | МТВ филмска награда                               | Најшокантнији тренутак                           | Џона Хил и Роб Ригл                                                           | Не       | [ 3 ] |
| 2012   | МТВ филмска награда                               | Најбоља музика                                   | Party Rock Anthem (LMFAO)                                                     | Да       | [ 3 ] |
| 2012   | Награда по избору тинејџера                       | Најбоља комедија                                 | На тајном задатку                                                             | Да       | [ 4 ] |
| 2012   | Награда по избору тинејџера                       | Најбољи глумац у комедији                        | Ченинг Тејтум                                                                 | Да       | [ 4 ] |
| 2012   | Награда по избору тинејџера                       | Најбољи глумац у комедији                        | Џона Хил                                                                      | Не       | [ 4 ] |
| 2012   | Награда Артиос                                    | Најбољи кастинг - високобуџетна филмска комедија | На тајном задатку - Џини Макарти, Никол Абелера, Елизабет Кулон, Џеси Рамирез | Не       | [ 5 ] |
| 2012   | Награда по избору публике                         | Омиљена филмска комедија                         | На тајном задатку                                                             | Не       | [ 6 ] |
| 2013.  | Награда Удружења телевизијских филмских критичара | Најбоља комедија                                 | На тајном задатку                                                             | Не       | [ 7 ] |
| 2013.  | Награда Удружења телевизијских филмских критичара | Најбољи глумац у комедији                        | Ченинг Тејтум                                                                 | Не       | [ 7 ] |